# Carnet B
Le Carnet B est l'instrument principal de surveillance des « suspects », français ou étrangers, sous la Troisième République en France.
Il est créé en 1886 par le général Boulanger, pour lutter contre les activités d'espionnage. Géré par le ministère de l'Intérieur, il est progressivement étendu à tous les individus pouvant troubler l'ordre public ou antimilitaristes qui pourraient s'opposer à la mobilisation nationale. 
Le 1er août 1914, le ministre de l'Intérieur Louis Malvy décide de ne pas le mettre en œuvre lors du déclenchement de la Première Guerre mondiale.
À la fin de la guerre, il est conservé et repris aux fins de surveillance générale, en particulier des étrangers. 
Il est abrogé en 1947.

## Création du fichier

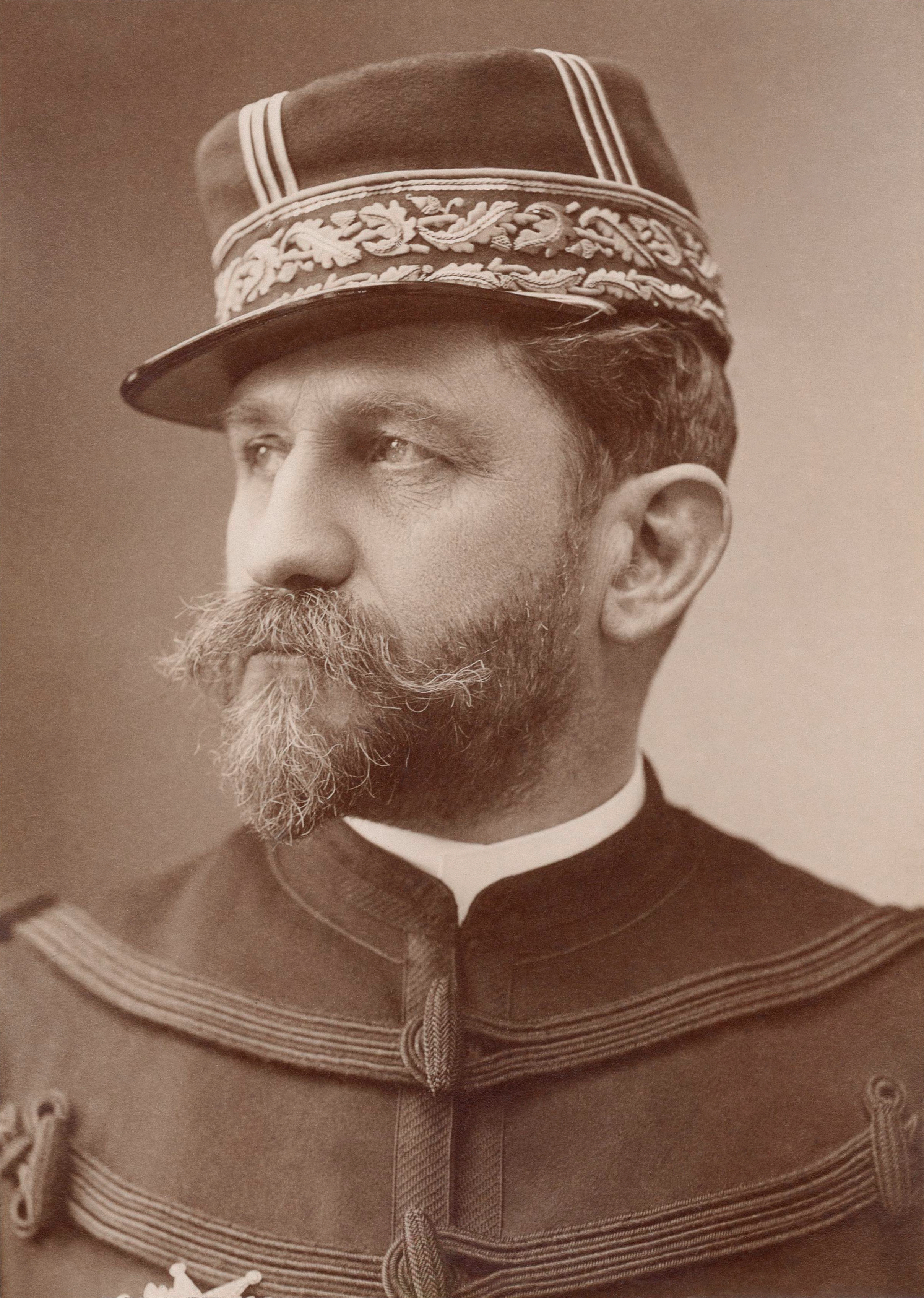
Le général Boulanger par Nadar

Le 7 janvier 1886, soutenu par Clemenceau et par les radicaux, le général Boulanger entre comme ministre de la Guerre dans le troisième cabinet Freycinet. Il met en œuvre une intense politique de rénovation de l'armée, dans ses équipements (adoption du fusil Lebel) comme dans sa doctrine.
Mais Boulanger porte un vif intérêt à ce qui lui paraît un chantier essentiel dans la préparation de la « Revanche », et la mesure préalable à toute autre réforme : l’organisation de la mobilisation. Celle-ci s’appuie sur la Gendarmerie nationale qui doit encadrer l’ensemble du territoire, veiller sur l’exécution dans chaque village des prescriptions de l’autorité militaire, et en dernier lieu assurer la mise en route des conscrits et des rappelés.
Elle lui semble en outre toute disposée pour assurer la surveillance des populations, et notamment des étrangers et suspects d’espionnage. Il fait donc adopter la loi du 18 avril 1886, qui portera son nom, pour établir et renforcer les pénalités contre l'espionnage. Par l’instruction ministérielle du 9 décembre 1886, il ordonne explicitement à la gendarmerie sous l’autorité du préfet, de surveiller les étrangers. Le carnet A recense dans chaque département les noms des étrangers résidant en France en âge de servir les armées, le début du fichier des étrangers des préfectures. Le carnet B recense ceux des étrangers et des Français soupçonnés d’espionnage ou d’antimilitarisme.
Georges Clemenceau réoriente à partir de 1907 le fichier pour surveiller surtout les anarchistes et antimilitaristes, tout en en laissant la gestion à la gendarmerie. Enfin, en 1909, le ministère de l'Intérieur décide d'ajouter au Carnet B tous les Français susceptibles d'entreprendre des actions antimilitaristes pouvant troubler l'ordre public ou gêner la mobilisation.

## Gestion du fichier avant 1914

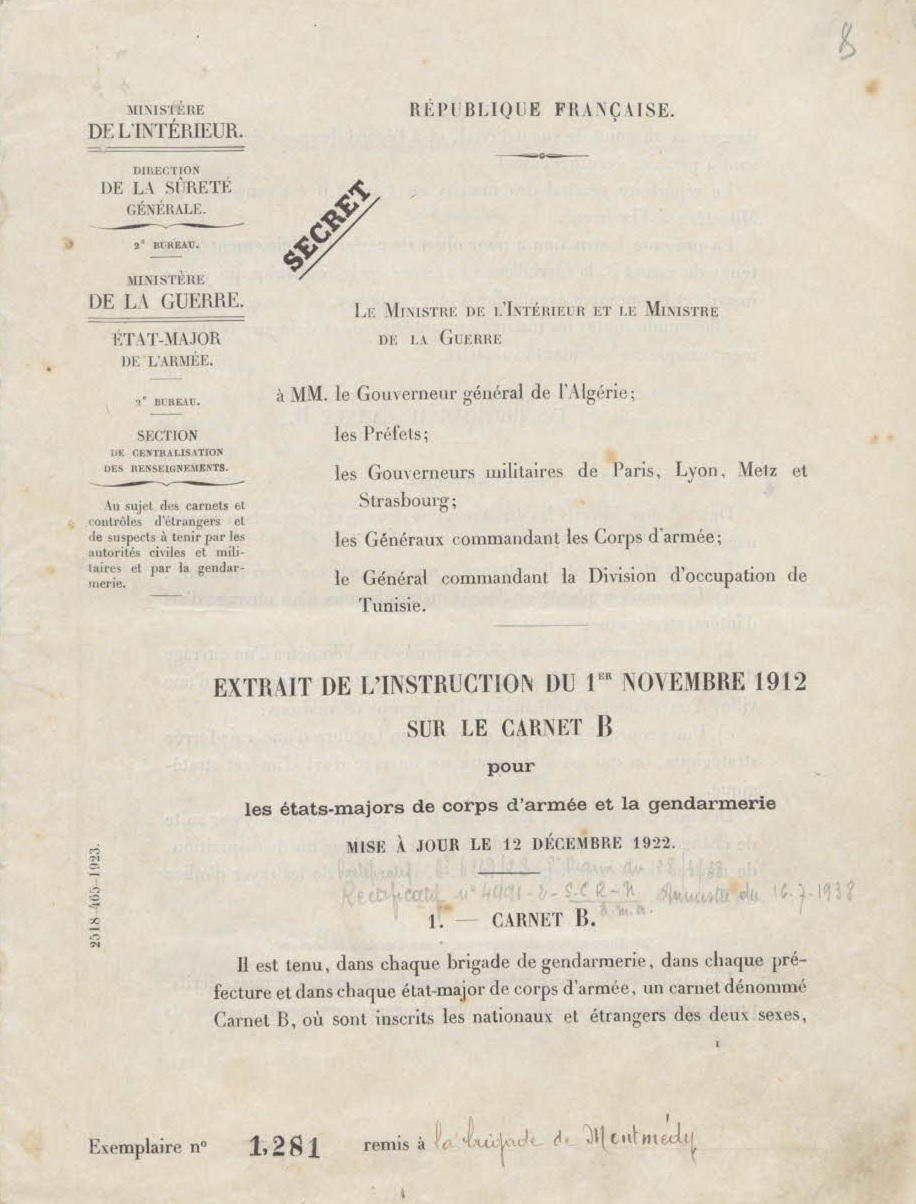
Extrait de l’instruction sur le carnet B pour les états–majors de corps d’armée et la gendarmerie, rédigée conjointement par les ministères de l’Intérieur et de la Guerre, novembre 1912. Archives nationales de France.

Le carnet B fut confié aux compagnies de gendarmerie départementale. Il s'agissait initialement d'une liste des étrangers suspectés d'activité d'espionnage. Les personnes figurant sur ce carnet et sur le carnet A (étrangers en âge de porter les armes) devaient être arrêtées ou internées en cas de mobilisation.
Plus tard, on adjoint à ce Carnet B initial la liste des leaders anarchistes, syndicalistes et révolutionnaires qui devraient être arrêtés en cas de conflit car ils avaient exprimé l'intention d'empêcher l'effort de guerre.

Le syndicaliste Léon Jouhaux était sur cette liste. On y trouve aussi le député et futur président du Conseil Pierre Laval, l’étudiant futur ministre du Front populaire Roger Salengro, ainsi que le Brestois Victor Pengam, dépeint ainsi : 
«  propagandiste anarchiste et antimilitariste des plus militants. L'un des chefs du mouvement révolutionnaire (secrétaire général de l'Union régionale des syndicats et de la Bourse du travail de Brest). Poursuivi en janvier 1906 devant la cour d'assises du Finistère pour excitation de militaires à la désobéissance (acquitté). Secrétaire général du nouveau syndicat anarchiste des ouvriers du port. Ouvrier à l'arsenal. Serait susceptible de faire du sabotage en cas de mobilisation. (...) Mesure à prendre en cas de mobilisation : à arrêter »
Une instruction secrète du 1er novembre 1912 en définit le mode opératoire. Il s’agit d’instruire un fichier où seront inscrites les personnes dangereuses pour l’ordre public et où seront portées les raisons de leur recensement.
En 1891, 2 800 noms de "suspects au point de vue national" sont inscrits au carnet B. 
À la date du 27 juillet 1914, Jean-Jacques Becker relève 2 481 noms étrangers et français dans le carnet B. Il y a 561 noms d’étrangers et 149 noms de Français suspects d’espionnage, soit 710, moins du tiers, et 1 771 pour d’autres motifs.

## La non-utilisation du Carnet B en 1914

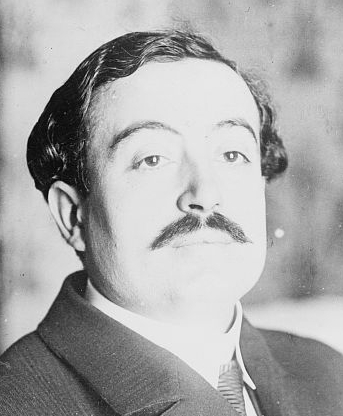
Louis Malvy, ministre de l’Intérieur

Le 31 juillet 1914, à l'annonce de l'assassinat de Jean Jaurès, le gouvernement qui se réunit dans la nuit craint des réactions violentes dans les grandes villes, et retient dans la capitale deux régiments de cuirassiers en instance de départ pour la frontière. Cependant, rapidement, les rapports qu’obtient le ministre de l’Intérieur Louis Malvy lui font estimer que les organisations de gauche ne vont pas déclencher de troubles. Dans le même temps, la direction de la SFIO fait savoir qu’elle n’appellera pas à des manifestations.

« L’assassinat de M. Jaurès n’a causé dans les esprits qu’une émotion relative. Les ouvriers, les commerçants et les bourgeois sont surpris douloureusement, mais s’entretiennent beaucoup plus de l’état actuel de l’Europe. Ils semblent considérer la mort de Jaurès comme liée aux évènements actuels beaucoup plus dramatiques. »

— Xavier Guichard, directeur de la police municipale de Paris, rapport adressé le 1er août 1914 à 10 h 25 au ministère de l’Intérieur.
Le 1er août à 14 h 25, afin de ne pas empêcher le ralliement des ouvriers à la guerre par la décapitation des syndicats et rassuré par la réaction des instances nationales de la CGT, le ministre de l’Intérieur, Louis Malvy, décide, dans un télégramme adressé à tous les préfets, de ne pas utiliser le Carnet B.
Une évolution historiographique a eu lieu à ce sujet : l'historienne Annie Kriegel, en se fondant sur les déclarations du ministre, datait du 1er août à 1 h du matin le télégramme interdisant les arrestations qui a été envoyé aux préfets. Elle constate également que le bureau de la CGT s'est terminé la veille à 21 h ; il avait décidé de ne pas commencer de grève générale. Annie Kriegel a donc supposé que la nouvelle avait été communiquée au ministre à la fin de la réunion et qu'il aurait envoyé ses missives au moment où il savait que la CGT ne ferait pas de troubles. Reprenant le dossier, l'historien Jean-Jacques Becker prouve, archives à l'appui, que le ministre Louis Malvy a menti sur l'heure véritable de ses télégrammes, datés en réalité du 1er août à 21 heures, estimant en outre que les contacts entre le ministre et la CGT dans la journée furent improbables. De ce fait, la suspension du carnet B est davantage une décision politique et non pas une négociation où les syndicalistes auraient assuré leur liberté en trahissant leurs idées révolutionnaires.

## Le carnet B après 1918

### La révision de 1922
Le 10 février 1922, le ministre de l’Intérieur Maurice Maunoury, le carnet B est modifié car s'il "comporte encore un grand nombre de syndicalistes et d’antimilitaristes d’avant guerre qu’il n’y a plus de raison de suspecter, il ne comporte pas au contraire les noms de certains individus notoirement acquis aux idées extrémistes". Par idées extrémistes, il faut entendre tout individu qui est susceptible d’entretenir des troubles violents par une propagande qui porte à "l’action directe". 
La circulaire du 15 février 1922 précise le fonctionnement révisé du fichier. Le fichier se subdivise en trois groupes. Les étrangers et les Français suspects d’espionnage constituent les deux premiers ; les Français qui représentent "réellement" un danger pour l’ordre intérieur, le dernier.

### La surveillance des étrangers
Un carnet spécial de surveillance des Italiens avait été créé en 1930. Il fut étendu en 1933 à tous les étrangers sur demande du ministre de la Guerre Édouard Daladier au ministre de l'Intérieur Camille Chautemps.
La circulaire du 16 juillet 1938, cosignée par les ministères de la Guerre et de l’Intérieur, fusionne le carnet spécial avec le carnet B en créant un quatrième groupe qui comprend tous les étrangers dangereux pour l’ordre intérieur « par leurs actes, discours, écrits, propagandes », ou susceptibles de le devenir « à la faveur d’un incident sérieux ». 
La réunion des deux carnets B, ordinaire et spécial, en un instrument unique désormais divisé en quatre groupes constitue un fait déterminant dans le contrôle préventif de l’élément suspect étranger et français.
En parallèle, André Tulard, directeur des étrangers à la Préfecture de Police de Paris, crée un fichier des communistes.

### Les archives du Ministère de l'Intérieur, de Berlin à Moscou
Le Carnet B constitue sans doute la source de l'essentiel des données conservées rue des Saussaies, siège de la Sûreté nationale. Elles seront saisies en 1940, par l'Abwehr, qui procédera à leur transfert à Berlin en 1943.
Après la conquête de Berlin en mai 1945, ces archives du ministère français de l'Intérieur seront prises par les services spéciaux soviétiques (N.K.V.D.  et Smersh) et transférées à Moscou. Elles ne seront finalement rendues au gouvernement français qu'après la fin de l'Union Soviétique, en 1992.

### Suppression du Carnet B
Le 18 juillet 1947, Paul Coste-Floret et Édouard Depreux, ministres de l'Intérieur et de la Guerre, abrogent le carnet.

### Inscrits au Carnet B

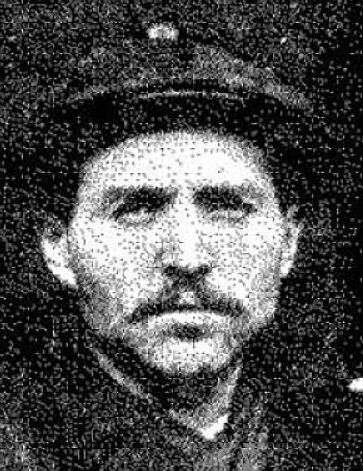
Benoît Broutchoux.

- Cités dans « Le Maitron » : notices biographiques.
- Pierre Martin - Julia Bertrand - Gabrielle Petit - Émile Aubin - André Claudot - Benoît Broutchoux - Henri Beylie